# Sport Lubango e Benfica
Pour les articles homonymes, voir Benfica (homonymie).
Le Sport Lubango e Benfica est un club de football angolais basé à Lubango. Pour ne pas le confondre avec le Sport Luanda e Benfica, le club est tout simplement appelé Lubango.